# Nord bei Nordwest – Wilde Hunde
Nord bei Nordwest – Wilde Hunde ist ein deutscher Fernsehfilm von Christiane Balthasar aus dem Jahr 2022. Es handelt sich um die achtzehnte Folge der ARD-Kriminalfilmreihe Nord bei Nordwest mit Hinnerk Schönemann, Jana Klinge und Marleen Lohse in den Hauptrollen. Der Film entstand nach einem Drehbuch von Holger Karsten Schmidt und wurde am 20. Januar 2022 im Rahmen der Reihe Der Donnerstags-Krimi im Ersten erstmals im TV ausgestrahlt.

## Handlung
Hannah Wagner und Hauke Jacobs verfolgen einen Kleindealer, der zwar entkommt, aber seine Ware zurücklässt: Kekse. Zur Beweisprüfung probieren sie von den Keksen und Wagner ist anschließend nicht mehr in der Lage, mit dem gebotenen Ernst eine Anzeige von Herrn Schuster aufzunehmen, einem berüchtigten Denunzianten in Schwanitz.
Wenig später wird Schuster erhängt in seinem Haus aufgefunden. Wagner und Jacobs erkennen bald, dass hier ein Tötungsdelikt als Selbstmord getarnt werden sollte. Die Spurenlage ist aber dürftig, und ein Motiv hätte praktisch jeder im Ort gehabt.
Tierärztin Jule Christiansen hat ihren eigenen Fall: Ein unbekannter Hundehasser legt anscheinend todbringende Fressköder aus. In einer Notoperation kann sie die Hündin des neu zugezogenen Herbert Winter retten. Gemeinsam mit Winter sucht sie im Ort nach weiteren Fressködern und Hinweisen auf den Täter. Später findet sie heraus, dass Winter unter dem Münchhausen-Stellvertretersyndrom leidet und sein Tier selbst verletzt hat. Sie kann seinen nächsten Schritt voraussehen, die Hündin erneut retten und lässt ihn festnehmen.
Unterdessen betreibt Kai Schwarz, Besitzer der örtlichen Hundepension Eden, ein einträgliches Schmuggelgeschäft: Seine Mitarbeiter, das Hippie-Pärchen Vanessa und Björn, schmuggeln in den Mägen von Hunden starke Krebsmedikamente von Polen nach Schwanitz, die in Deutschland noch nicht zugelassen sind. Damit bringen sie die Hunde in Lebensgefahr; gerade erst ist ein Hund dabei umgekommen. Dem eigentlich tierlieben Pärchen macht Schwarz vor, sie würden damit Kindern helfen, die dringend auf die Tabletten angewiesen sind, und lässt ihnen sogar gestellte Videos vermeintlich dankbarer Kinder vorspielen. Tatsächlich aber lässt er die Pillen vom Dealerpaar Gabi und Mark als teure Partydroge weiterverkaufen.
Diese wollen ihren Auftraggeber Schwarz ausbooten und folgen den Kurieren heimlich nach Polen zum Treffen mit dem Kontaktmann Nowak. Als die Hippies weg sind, kann Gabi mit erheblich höherem Geldgebot Nowak überzeugen, ab sofort nur noch an sie zu liefern. Das Dealerpaar sorgt dafür, dass Vanessa und Björn vor der Grenze von der polnischen Polizei gestellt und die Hunde konfisziert werden.
Die wenigen Spuren an Schusters Hand werden als genau jenes Krebsmedikament identifiziert, wenn auch stark gestreckt. Da auch Hundehaare in der Probe sind, gerät die nahe gelegene Hundepension ins Visier der Ermittler. Kai Schwarz räumt einen Streit mit Schuster um das Vergraben eines gestorbenen Hundes ein, mehr nicht. Die Ermittler können Schusters Spuren eindeutig dem Kadaver zuordnen und durchschauen den Schmuggel, können aber noch niemandem die Tötung Schusters nachweisen.
Inzwischen haben Gabi und Mark ihre Zusammenarbeit mit Schwarz unter einem Vorwand beendet und fahren nach Polen, um ihre erste eigene Lieferung abzuholen. Da sie keine Hunde haben, schluckt Mark die Pillen in Luftballons verpackt selbst. Sie geben Nowak einen Beutel gleich aussehender Pillen, angeblich Placebos, damit Nowak Schwarz zum Schein weiterbedienen kann. Der fährt selbst auch nach Polen, verfolgt von Wagner und Jacobs. Schwarz beobachtet den Deal seiner ehemaligen Partner, wickelt anschließend seinen eigenen mit Nowak ab und erhält von ihm die falschen Pillen. Anschließend stellt er Nowak zur Rede, der Streit eskaliert, Schwarz schießt Nowak an und entkommt. Wagner und Jacobs kommen Nowak zu Hilfe und erfahren von ihm weitere Hintergründe.
Schwarz verfüttert die Pillen, die er für echt hält, an seine Hunde und eilt Gabi und Mark hinterher. An einer Raststätte kann er sie stellen, erfährt, dass Mark die Pillen selbst geschluckt hat, und boxt ihm absichtlich stark in den Bauch. Noch bevor Gabi ihn ins Krankenhaus bringen kann, stirbt Mark an geborstenen Päckchen.
Wagner und Jacobs haben herausgefunden, dass die Pillen, die Schwarz bekommen hat, keine Placebos sind, sondern tödliches Gift enthalten, und wollen die Hunde retten. Sie können in der Hundepension Vanessa und Björn erreichen und sie dazu bewegen, Schwarz’ vermutliches Fahrziel preiszugeben, eine Yacht vor Schwanitz. Sie beordern Jule Christiansen zum Hafen, wo sie die Hunde knapp retten kann.
In einer Schießerei mit den Ermittlern wird Schwarz verletzt und festgenommen. Die Ermittler kennen jetzt den Tathergang: Schuster war nach dem Besuch bei der Polizei ein zweites Mal bei der Hundepension, wo Schwarz ihn im Gerangel würgte und Schuster hart auf einen Holzstapel aufschlug, was ihm das Genick brach. Schwarz trug den Toten daraufhin nach Hause, um einen Selbstmord vorzutäuschen. Er hatte zwar sein Mobiltelefon in der Pension zurückgelassen, aber anhand seiner getragenen Smartwatch wurde der Weg nachweisbar.
In der Seitenverkleidung des Transporters, den Schwarz benutzt hat, wird das Labor entdeckt, in dem die Drogen gestreckt wurden. Die vermeintlich einfältigen Hippies Vanessa und Björn, die inzwischen geflohen sind, stellen sich als hoch intelligentes Paar heraus, das hinter dem Rücken ihres Chefs die Pillen nach Erhalt in ihrem Transporter gestreckt hat, um unerkannt Medikamente für ein Kinderhospiz abzuzweigen.

## Hintergrund
Der Film wurde vom 30. Juni bis zum 28. Juli 2021 auf Fehmarn/Schleswig-Holstein sowie in und um Hamburg gedreht.

## Rezeption

### Einschaltquote
Die Erstausstrahlung von Nord bei Nordwest – Wilde Hunde wurde in Deutschland am 20. Januar 2022 von 8,02 Millionen Zuschauern gesehen und erreichte somit einen Marktanteil von 26,3 % für Das Erste.